# Scheepsverf
Scheepsverf is een verzamelnaam voor de verschillende types van verf die gebruikt worden in de scheepvaart. De scheepsverf zorgt voor een beschermende laag rond het naakte staal van het schip. De verflaag aangebracht aan het onderwaterschip zorgt bijkomend dat onderwaterorganismen zich niet kunnen hechten op de romp. Een schip wordt beschermd door drie lagen verf: de primer, bekleding en afwerking.

## Primer
Een primer wordt gebruikt als tijdelijke beschermlaag. Het staal dat reeds gerold, geknipt en gestraald is wordt op deze manier beschermd op de scheepswerf. Het is zeer belangrijk dat de grondlaag bestand is tegen lassen, zodat de primer niet verwijderd moet worden wanneer het staal aan elkaar gelast wordt. De verf mag de kwaliteit van de las niet aantasten en er mogen geen gevaarlijke dampen vrijkomen tijdens het lassen. De primer moet een goede basislaag voor de afwerking vormen en is bovendien sneldrogend.

## Bekleding
De bekleding wordt aangebracht op de primer en vormt een afsluiting tussen het staal en elementen zoals lucht, water en chemicaliën. 

## Afwerking
De afwerking is de laatste laag verf die op de scheepsromp wordt aangebracht. Deze verf zal naargelang zijn doeleinde verschillen. De bodem van het schip zal afgewerkt worden met een anti-aanslaglaag. De delen van het schip die bestand moeten zijn tegen mechanische schade zullen een andere afwerking krijgen.
Zink epoxyZink epoxy wordt voornamelijk gebruikt als verf die een hoge mechanische weerstand biedt. Wanneer de verflaag beschadigd is zal het zink zichzelf opofferen en zo voorkomen dat het scheepsstaal zal roesten. Deze verf wordt voornamelijk gebruikt bij tankopeningen en luiken.
Anti-aanslagmiddelenWanneer waterplanten en diertjes (eendenmosselen, mosselen, anemonen enz.) zich gaan hechten op het onderwaterschip is er sprake van biologische aanslag. Het schip heeft dan een grotere weerstand in het water en zal meer brandstof gebruiken. De anti-aanslagverflaag zal voorkomen dat de onderwaterorganismen zich kunnen hechten op de romp.